# Githa Ben-David
Githa Ben-David (født 23. november 1961 i Horsens) er en dansk lydterapeut, sanger, komponist og forfatter, uddannet fra Det Kongelige Danske Musikkonservatorium i København 1987 med hovedfag i klassisk saxofon.
Githa Ben-David er forfatter til det eneste omfattende værk om vokal lydterapi i tre bind, der er skrevet i Skandinavien, studerede indisk sang hos Mangala Tiwari i Indien, og har skabt sit eget lydterapeutiske system. Githa Ben-David arbejder tæt sammen med forskere fra hele verden, og anses for at være en af de få, der har erfaring på området[kilde mangler].
Githa Ben-David var gift med musiker og forfatter Lars Muhl, som hun også dannede par med på scenen. Sammen drev de Gilalai - institut for Energi & Bevidsthed, som også er et forlag.

## Diskografi
- Sound of Light (2001)
- Tonen fra himlen – Øve-CD (2002)
- Rising (2005)
- Tryllesange – musisk indlæring af tabeller og andet (2007)
- To Heal The Space Between Us – Lars Muhl & Githa Ben-David (2011)
- Sound in Silence (2014)
- Zeros – Lars Muhl & Githa Ben-David (2015)
- Hung Song (Gilalai 2019)

## Filmography
- The Note from Heaven (Gilalai 2017)